# 光枝洼皮冬青
光枝洼皮冬青（学名：Ilex nuculicava var. glabra）为冬青科冬青属下的一个变种。

## 扩展阅读
- 維基物種上的相關：光枝洼皮冬青